# Meteorus carolae
Meteorus carolae (лат.) — вид паразитических наездников рода Meteorus из семейства Braconidae. Центральная Америка: Коста-Рика. Назван в честь Mrs. Carol Abram.

## Описание
Мелкие наездники, длина около 4 мм. Основная окраска тела коричневая с жёлтыми и тёмными отметинами. От близких видов отличаются следующими признаками: затылочный киль полный; максимальная ширина лица равна 1,5 × минимальной ширине; нотаули мелкие, неразличимые и морщинистые; проподеум морщинистый; задний тазик полосатый; коготки лапок с большой лопастью; дорсопе отсутствует; вентральные границы первого тергита полностью срослись на ½ сегмента; яйцеклад в 2,9 раза длиннее первого тергита. Усики самок тонкие, нитевидные, состоят из 24-27 члеников. Первый брюшной тергит стебельчатый (петиоль короткий). Нижнегубные щупики состоят из 3 сегментов. Трохантеллюс (2-й вертлуг) отделён от бедра. В переднем крыле развита 2-я радиомедиальная жилка. Предположительно, как и другие виды рода эндопаразитоиды гусениц бабочек или личинок жуков. Вид был впервые описан в 2015 году американскими энтомологами Helmuth Aguirre, Scott Richard Shaw (University of Wyoming, Department of Ecosystem Science and Management, Laramie, Вайоминг, США) и Luis Felipe Ventura De Almeida (Universidade Federal de São Carlos, Departamento de Ecologia e Biologia Evolutiva, São Carlos, Бразилия).